# Bief
Bief település Franciaországban, Doubs megyében. Lakosainak száma 111 fő (2022. január 1.). Bief Noirefontaine, Saint-Hippolyte, Dampjoux, Les Terres-de-Chaux, Fleurey és Liebvillers községekkel határos.

## Népesség
A település népességének változása:
| Lakosok száma | 117  | 124  | 132  | 116  | 105  | 106  | 114  | 116  | 116  | 111  |
|               | 1968 | 1982 | 1990 | 2006 | 2013 | 2015 | 2017 | 2019 | 2020 | 2022 |